# IPhone OS 1
iPhone OS 1 ist die erste Version von iOS, dem mobilen Betriebssystem von Apple für iPhones. iPhone OS 1.1.5 ist die neueste und letzte Version von Apples iPhone OS 1. Diese Version von iOS war die erste Version des touch-zentrischen mobilen Betriebssystems. Zu seiner ursprünglichen Veröffentlichung wurde kein offizieller Name angegeben. Am 6. März 2008 mit der Veröffentlichung des iPhone Software Development Kit (iPhone SDK), nannte Apple das Betriebssystem iPhone OS. (später wurde es am 7. Juni 2010 in „iOS“ umbenannt)

## Apps
- iTunes (nur in der Beta-Version des iPod touch 1)
- Messages (Bezeichnung in deutschsprachigen Betriebssystemen: Nachrichten)
- Kalender
- Fotos
- Kamera
- YouTube
- Aktien
- Karten
- Wetter
- Uhr
- Taschenrechner
- Notizen
- Einstellungen

## Im Dock
- Telefon
- Mail
- Safari
- iPod

## Unterstützte Geräte
- iPhone 2G
- iPod touch 1